# Качкаровский сельский совет (Бериславский район)
Качкаровский сельский совет (укр. Качкарівська сільська рада) — входит в состав
Бериславского района
Херсонской области
Украины.
Административный центр сельского совета находится в 
с. Качкаровка
.

## История
- 1924 — дата образования.

## Населённые пункты совета
- с. Качкаровка
- с. Саблуковка